# Kommuner i Nicaragua

Kommunerna i Nicaragua, De flesta ligger i landets västra del.

Nicaragua är indelat i 153 kommuner (municipios) som är uppdelade i 15 departement och två autonoma regioner. Befolkningen i kommunerna varierar stort, från mindre än två tusen personer i San Juan del Norte på den Karibiska kusten till över en miljon i huvudstaden Managua. Kommunernas ytor varierar också stort, från mindre än 3 km² för Dolores strax söder om Managua till 9342 km² för Waspán i nordöstra Nicaragua vid gränsen mot Honduras. De äldsta kommunerna har sitt ursprung i de indiansamhällen som existerade innan spanjorerna erövrade landet på 1500-talet.

## Administration

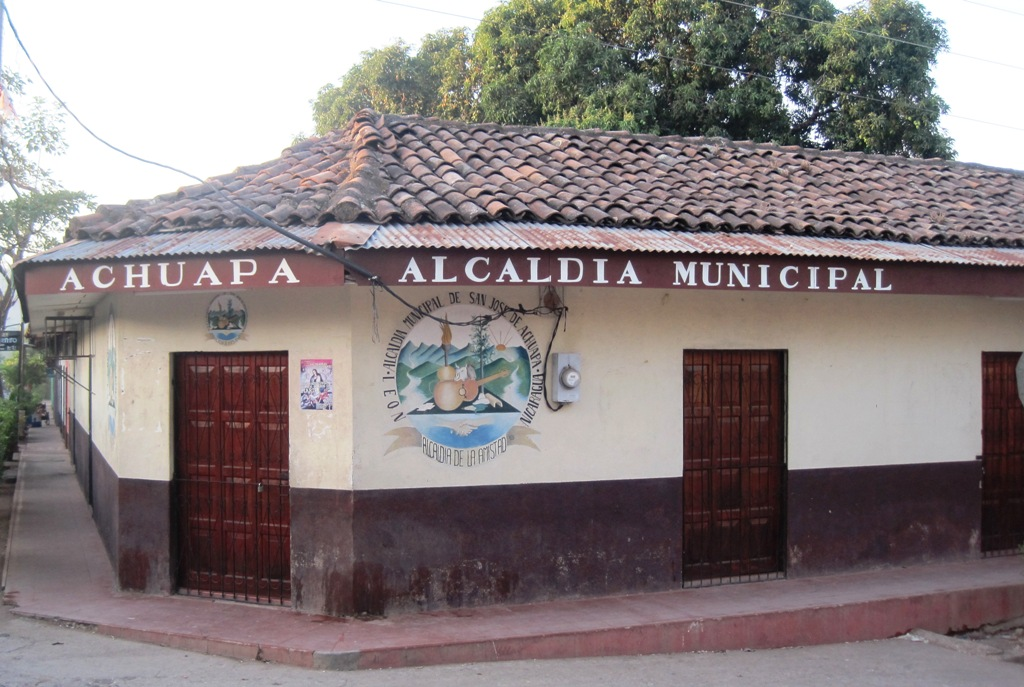
Rådhuset i Achuapa

Kommunernas skapande, funktion och administration regleras av kommunallagarna från 1988, 1997 och 2012. Där stadfästs kommunernas autonomi och att de skall styras av en demokratiskt vald kommunfullmäktige (concejo municipal), som inkluderar och leds av en direktvald borgmästare. Kommunfullmäktige inkluderar förutom borgmästaren och de vanliga medlemmarna även en direktvald vice borgmästare som väljs i par tillsammans med borgmästaren, och som normalt är från samma parti, samt den borgmästarkandidat som fick näst flest röster. Beroende på kommunens storlek har kommunfullmäktige mellan 17 och 50 medlemmar, förutom huvudstaden Managua, där de är 80 stycken. För att väljas måste man vara medborgare i Nicaragua, minst 21 år gammal, och bosatt i kommunen de senaste två åren. 
Kommunalval har hållits 1990, 1996, 2000, 2004, 2008, 2012, 2017 och 2022, samt 2009 för sju kommuner som inte kunde hålla valen 2008 på grund av orkanen Felix.
Vid kommunalvalet 2012 erövrade de socialdemokratiska Sandinisterna borgmästarposten i 134 av landets 153 kommuner, inklusive alla departementshuvudstäder förutom Puerto Cabezas. Det Oberoende Liberala Partiet (PLI) vann i 13 kommuner: Ciudad Antigua, El Tortuguero, La Cruz de Río Grande, Mulukukú, Río Blanco, San José de Bocay, San José de los Remates, San Pedro de Lóvago, Santa María de Pantasma, Santo Domingo, Villa Sandino, Waslala och Wiwilí de Nueva Segovia. Det Konstitutionella Liberala Partiets (PLC) borgmästarkandidat vann i Muelle de los Bueyes och Paiwas medan den Nationella Liberala Alliansens (ALN) kandidat vann i San Francisco de Cuapa. Dessa liberala kommuner ligger alla i landets norra och centrala delar. Miskitoindianernas parti YATAMA vann i Puerto Cabezas, Prinzapolka och Waspán, som ligger i det nordöstra hörnet av landet.
Vid kommunalvalet 2022 tog Sandinisterna borgmästarposten och majoriteten i alla 153 kommuner.

## Funktion

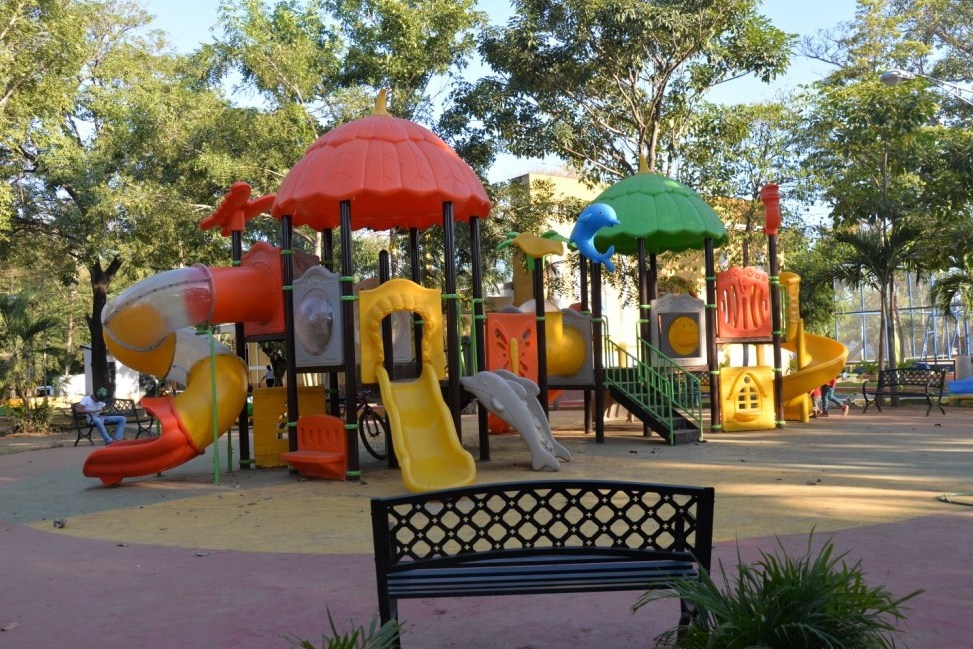
Kommunal lekplats i Tisma

Kommunerna skall enligt kommunallagen ansvara för stadsplanering och markanvändning, miljövård, sophämtning, dränering av regnvatten och sanitet, konstruktion, underhåll och utsmyckning av gator, torg, trottoarer, broar, gatubelysning, parker, lekplatser och rekreationsområden, förvaltning av marknadsplatser, konstruktion, underhåll och förvaltning av kyrkogårdar, konstruktion och underhåll av lokala vägar, drivandet av plantskolor för kommunens behov, främjandet av folkbildning, kultur, idrott och turism, drivandet av kulturella institutioner såsom bibliotek, museer, musikorkestrar och djurparker, organisation av lokala festivaler, kontroll av mått och vikter samt bemyndigande av stängsel och registrering av boskapsförsäljning. Kommunerna ansvarar också för folkbokföringen.

## Historia

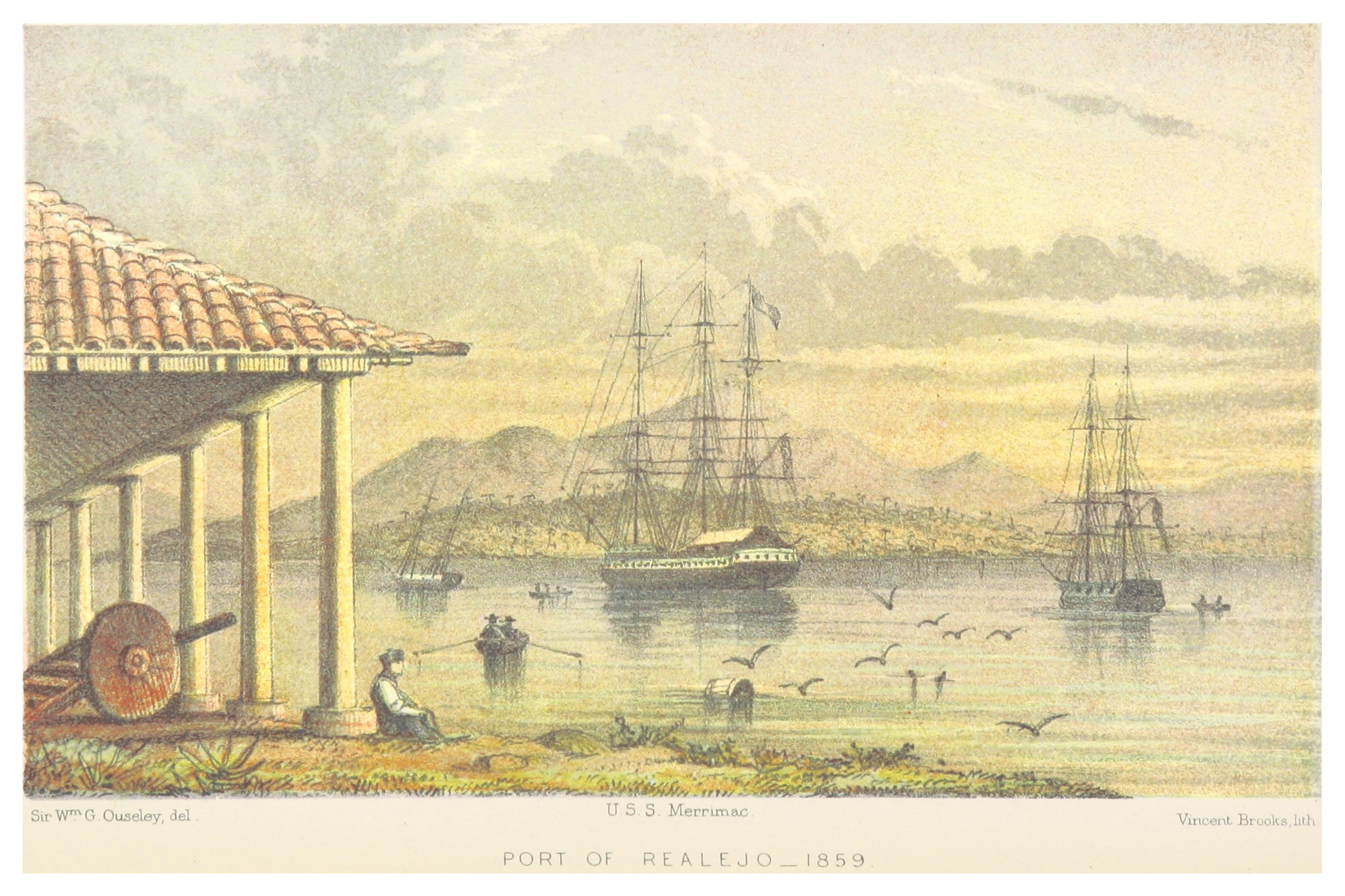
El Realejo 1859, landets första villa.

Historiskt har kommuner i Nicaragua klassificerats som antingen pueblo (~landskommun), villa (~köping) eller ciudad (stad). När spanjorerna först kom till västra Nicaragua år 1522 var området tätbefolkat med ett stort antal indiansamhällen. Under första hälften av 1500-talet grundade spanjorerna tre städer i landet: León, Granada och Nueva Segovia. Övriga samhällen, där indianerna bodde, klassificerades först som economienda och sedan som pueblo. De flesta av dessa försvann med de epidemier som spanjorerna förde med sig, medan andra har existerat kontinuerligt sedan dess.
I början av 1800-talet hade Nicaragua tre städer, fyra  villas (El Realejo, Estelí, Rivas och Acoyapa), samt 56 pueblos, totalt 63 stycken.   I slutet av seklet, år 1898, fanns det 107 kommuner, inklusive 28 ciudades, 17 villas och 62 pueblos.   Under 1900-talet ersattes dessa beteckningar gradvis av det mer enhetliga begreppet municipio (kommun). Vid folkräkningen 1920 fanns det 113 kommuner (municipios), samt utanför kommunerna 3 distrikt och 2 comarcas.  Antalet kommuner ökade sedan till 125 år 1963, till 143 år 1989 och sedan till de nuvarande 153 kommunerna.   Under det senaste århundradet är det framförallt de östra delarna av landet som har fått nya kommuner. Den yngsta kommunen är Mulukukú som skapades 2005 av territorium från Paiwas och Siuna.
Under 1800- och 1900-talen har nya kommuner skapats genom ett formellt beslut av det nationella parlamentet, i äldre tid som pueblo och i nyare tid som municipio. I dessa fall finns det ett exakt år då kommunen grundades. En del äldre kommuner har växt fram organiskt och då finns det bara en ungefärlig tid för grundandet. För de allra äldsta kommunerna med ursprung i de gamla indiansamhällena finns det inte ens någon ungefärlig tid för dess grundande utan endast ett år då samhället först nämns av spanjorerna i deras skriftliga källor från erövringstiden.

## Etymologi

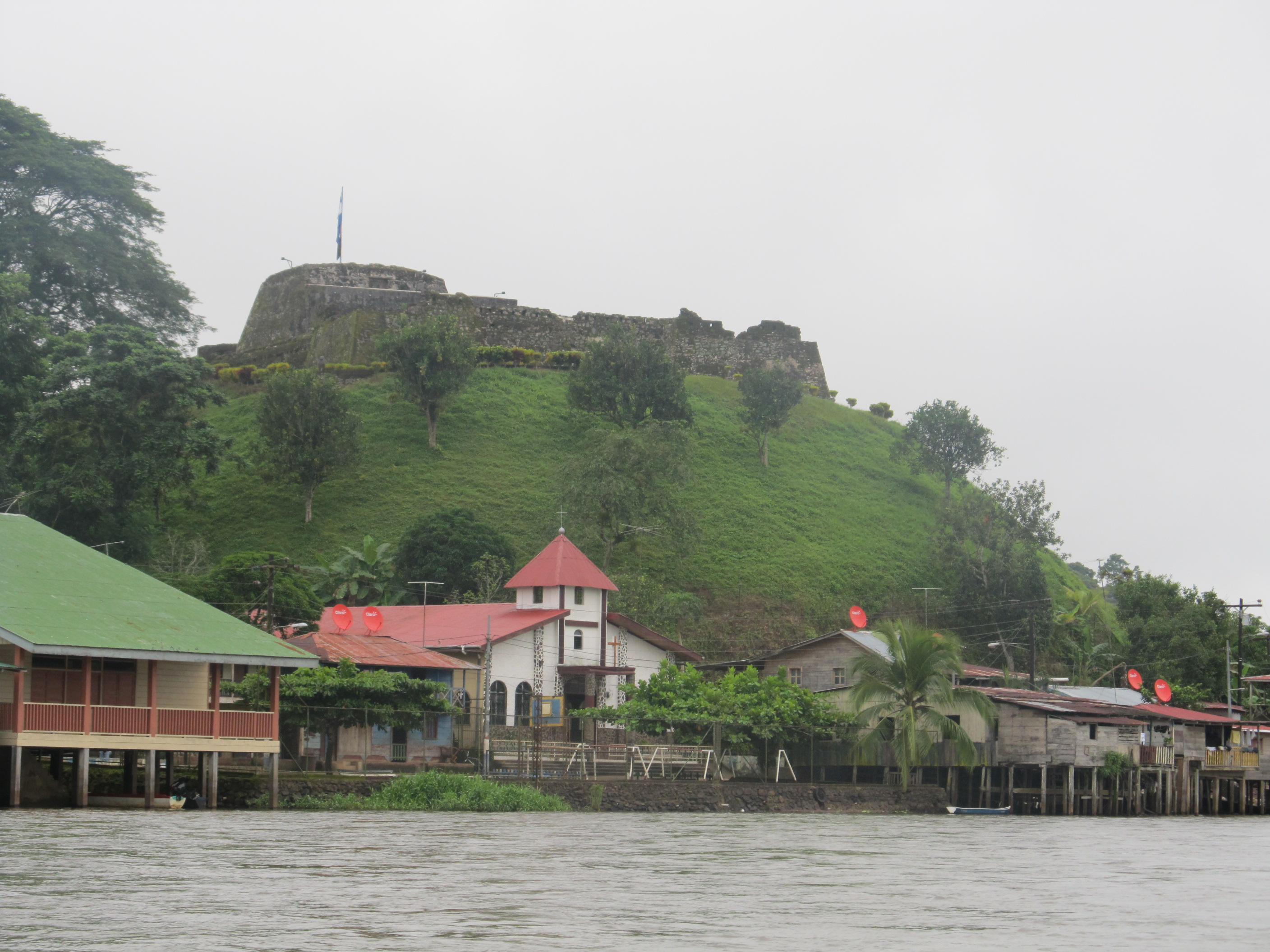
Fortet El Castillo ovanför orten El Castillo i kommunen El Castillo.

Nästan alla kommuner har samma namn som kommunens centralort och då de flesta kommuner inte har någon annan större ort inom sina gränser är det inte alltid meningsfullt att skilja på kommun och ort. Det finns dock några undantag. El Castillo (fortet), Larreynaga, Prinzapolka och Puerto Morazán har namn efter en mindre ort i kommunen medan centralorterna heter Boca de Sábalos, Malpaisillo, Alamikamba respektive Tonalá. Puerto Cabezas fick sitt namn efter centralorten Puerto Cabezas, men orten har återfått sitt ursprungliga indiannamn Bilwi medan kommunen fortfarande heter Puerto Cabezas. El Tuma - La Dalia har fått namn efter kommunens två viktigaste orter, men det är bara La Dalia som är centralort. Centralorten för kommunen Santa María de Pantasma heter Las Praderas. Desembocadura de Río Grande (stora flodens mynning) och Corn Island (majsön) är namngivna efter en flod respektive ö, och det finns ingen ort med samma namn. Bocana de Paiwas (Paiwas mynning) är centralort i kommunen Paiwas, men båda namnen används ibland både för kommunen och orten. Wiwilí är en ort vid floden Río Coco, och den del som ligger på den västra sidan om floden är centralort för kommunen Wiwilí de Nueva Segovia medan den del som ligger på den östra sidan är centralort för kommunen Wiwilí de Jinotega.
Ungefär 40 procent av kommunerna har namn på ett av Nicaraguas ursprungliga indianspråk. Exempelvis betyder Managua "vid vattnet" på Nahuatl. Tre kommuner har engelska namn: Corn Island, Kukra Hill och Bluefields, då befolkningen är engelskspråkig. Det senare är dock en anglisering, då platsen är uppkallad efter den holländske piraten Abraham Blauvelt.  Övriga kommuner har spanska namn.
En del kommuner har fått namn av samma helgon, och då används en särskiljande beskrivning i namnet. Ett exempel är kommunerna San Juan de Limay, San Juan del Río Coco, San Juan de Oriente, San Juan del Sur och San Juan del Norte. Observera dock att av dessa kommuner ligger San Juan de Oriente (Östra San Juan) längre västerut än både San Juan del Sur och San Juan del Norte, medan San Juan del Norte (Norra San Juan) ligger längre söderut än San Juan del Sur (Södra San Juan). Det senare förklaras av att San Juan del Norte ligger vid Karibiska havet som under kolonialtiden kallades Mar del Norte (Norra havet), medan San Juan del Sur ligger vid Stilla havet som under kolonialtiden kallades Mar del Sur (Söderhavet).

## Lista över Nicaraguas 153 kommuner
|  | Kommun                      | Departement   | Yta (km2) | Folkmängd (2012) | Invånare / km2 | Grundad (f.=före) | Extremt Fattiga | Känd för                                                                     |
|  | --------------------------- | ------------- | --------- | ---------------- | -------------- | ----------------- | --------------- | ---------------------------------------------------------------------------- |
|  | Achuapa                     | León          | 416       | 14 784           | 36             | 1865              | 53%             | Sesamolja Turkosbrynad motmot Cerro Piedra Imán                              |
|  | Acoyapa                     | Chontales     | 1382      | 19 792           | 14             | f. 1750           | 42%             | Boskapsskötsel Historisk arkitektur Grottor                                  |
|  | Altagracia                  | Rivas         | 211       | 22 088           | 105            | f. 1548           | 44%             | Vulkanen Concepción Vulkanen Maderas Laguna de Charco Verde                  |
|  | Belén                       | Rivas         | 246       | 18 121           | 74             | c. 1825           | 36%             | Sockerrör Boskapsskötsel Papaya                                              |
|  | Bluefields                  | Caribe Sur    | 4775      | 54 863           | 11             | 1844              | 58%             | Majstångsfestival Rama Cay Naturreservatet Cerro Silva                       |
|  | Boaco                       | Boaco         | 1087      | 58 496           | 54             | f. 1529           | 45%             | Boskapsskötsel Ost Dansarnas dans                                            |
|  | Bonanza                     | Caribe Norte  | 2039      | 24 715           | 12             | c. 1980           | 71%             | Gruvor Naturreservatet Cola Blanca Sjön Siempre Viva                         |
|  | Buenos Aires                | Rivas         | 75        | 5 677            | 75             | c. 1830           | 34%             | Laguna de Ñocarime Estancia del Congo Nicaraguasjön                          |
|  | Camoapa                     | Boaco         | 1483      | 38 758           | 26             | f. 1568           | 48%             | Boskapsskötsel Agavehattar Morir Soñando                                     |
|  | Cárdenas                    | Rivas         | 227       | 7 416            | 33             | 1912              | 40%             | Nicaraguasjön Öde sandstränder Gränstation Peñas Blancas                     |
|  | Catarina                    | Masaya        | 11        | 8 406            | 732            | f. 1548           | 24%             | Plantskolor Krukväxter Laguna de Apoyo                                       |
|  | Chichigalpa                 | Chinandega    | 223       | 51 167           | 230            | f. 1528           | 26%             | Sockerrör Rom Kronisk njursvikt                                              |
|  | Chinandega                  | Chinandega    | 687       | 133 361          | 194            | f. 1528           | 29%             | Chorotega-museet Volcán San Cristóbal Hett klimat                            |
|  | Cinco Pinos                 | Chinandega    | 60        | 7 095            | 118            | c. 1896           | 41%             | Tallskog Sesamfrön Immigration från Honduras                                 |
|  | Ciudad Antigua              | Nueva Segovia | 154       | 5 790            | 38             | 1543              | 62%             | Kolonial stad Piratattacker Monsignor Madrigal-museet                        |
|  | Ciudad Darío                | Matagalpa     | 432       | 50 030           | 116            | c. 1667           | 31%             | Laguna Moyuá Rubén Daríos födelseort Cerro de la Cruz                        |
|  | Ciudad Sandino              | Managua       | 51        | 101 929          | 1994           | 2000              | 22%             | Förort till Managua Dansfestival Staty av Augosto Sandino                    |
|  | Comalapa                    | Chontales     | 644       | 17 584           | 27             | 1608              | 49%             | Boskapsskötsel Örngrottan Jaguarciklid                                       |
|  | Condega                     | Estelí        | 398       | 30 307           | 76             | f. 1603           | 32%             | gitarrmusik Cantagallo ekologiska park Kamp mot Somozadiktaturen             |
|  | Corinto                     | Chinandega    | 71        | 18 036           | 255            | 1858              | 20%             | Nicaraguas största hamn Sandstränder Kryssningsfartyg                        |
|  | Corn Island                 | Caribe Sur    | 13        | 7 296            | 566            | 1940              | 41%             | Sandstränder Snorkling Hummer                                                |
|  | Desembocadura de Río Grande | Caribe Sur    | 1978      | 3 866            | 2              | 1996              | 86%             | Llanos de Karawala Río Grande de Matagalpa Fisk                              |
|  | Dipilto                     | Nueva Segovia | 108       | 6 006            | 56             | 1839              | 36%             | Grottor med helgonbilder Gourmet Kaffe Garganta de Alcántara                 |
|  | Diriá                       | Granada       | 26        | 7 040            | 271            | f. 1528           | 28%             | Statyer Kratersjön Laguna de Apoyo Yegua-dansen                              |
|  | Diriamba                    | Carazo        | 349       | 62 631           | 180            | f. 1548           | 26%             | Teaterpjäsen El Güegüence Ekologiskt museum Ekoturism i La Máquina           |
|  | Diriomo                     | Granada       | 50        | 30 477           | 609            | f. 1548           | 35%             | Stenkyrkan Godis Trollkonster                                                |
|  | Dolores                     | Carazo        | 2.6       | 7 822            | 2985           | 1904              | 19%             | Bild av det Heliga Korset Plastfabrik Landets minsta kommun                  |
|  | El Almendro                 | Río San Juan  | 993       | 14 420           | 15             | 1974              | 57%             | Boskapsskötsel Kräkrot Gummi                                                 |
|  | El Ayote                    | Caribe Sur    | 831       | 15 599           | 19             | 2000              | 76%             | Boskapsskötsel Ost Återintegrering av Contras                                |
|  | El Castillo                 | Río San Juan  | 1656      | 30 150           | 18             | 1971              | 66%             | Floden Río San Juan Fortet El Castillo Naturreservatet Indio-Maíz            |
|  | El Coral                    | Chontales     | 306       | 7 909            | 26             | 1997              | 52%             | Boskapsskötsel Gummi Nybyggare                                               |
|  | El Crucero                  | Managua       | 226       | 15 033           | 67             | 2000              | 26%             | Fina utsiktsvyer Växtlösa El Ventarrón Fritidshus                            |
|  | El Cuá                      | Jinotega      | 637       | 56 897           | 89             | 1989              | 66%             | Naturen i Peñas Blancas Naturen i Cerro Kilambé Vattenfallet Arcoiris        |
|  | El Jicaral                  | León          | 434       | 11 537           | 27             | 1834              | 36%             | guldgrävning Mango Liten vit kolonial kyrka                                  |
|  | El Jícaro                   | Nueva Segovia | 278       | 30 449           | 110            | f. 1750           | 42%             | Varmvattenkällor Sandinos högkvarter San Albino gruvan                       |
|  | El Rama                     | Caribe Sur    | 5618      | 57 261           | 10             | 1910              | 60%             | Río Escondido Hamn Ecohotell El Vivero                                       |
|  | El Realejo                  | Chinandega    | 105       | 9 777            | 94             | 1532              | 40%             | Historisk hamn Piratattacker Santiagokyrkan                                  |
|  | El Rosario                  | Carazo        | 11        | 6 676            | 607            | 1848              | 19%             | Dans Gamla traditioner Lekpark                                               |
|  | El Sauce                    | León          | 630       | 30 785           | 49             | 1723              | 42%             | El Señor de Esquipulas Pilgrimer Biodling                                    |
|  | El Tortuguero               | Caribe Sur    | 2471      | 37 998           | 15             | 1996              | 87%             | Reserva de Wawashang Río Kurinwas Skogsindustri                              |
|  | El Tuma - La Dalia          | Matagalpa     | 462       | 67 510           | 146            | 1989              | 63%             | Kaffe Naturen i Peñas Blancas Ekoturism                                      |
|  | El Viejo                    | Chinandega    | 1275      | 86 317           | 68             | f. 1528           | 45%             | Padre Ramos deltat Volcán Cosigüina Surfing                                  |
|  | Esquipulas                  | Matagalpa     | 216       | 17 568           | 81             | c. 1830           | 45%             | Kristus av Esquipulas staty Pilgrimmer Vandringsleder                        |
|  | Estelí                      | Estelí        | 796       | 122 924          | 154            | 1711              | 24%             | Muralmålningar Cigarrer Naturreservatet Miraflor                             |
|  | Granada                     | Granada       | 531       | 123 697          | 233            | 1524              | 26%             | Kolonial stad Isletas de Granada Turister                                    |
|  | Jalapa                      | Nueva Segovia | 629       | 64 419           | 102            | f. 1603           | 36%             | Pumor Naturreservatet Dipilto y Jalapa Majsfestival                          |
|  | Jinotega                    | Jinotega      | 1119      | 123 548          | 110            | f. 1568           | 46%             | Kaffe Kyrkan Laguna de Apanas                                                |
|  | Jinotepe                    | Carazo        | 292       | 50 812           | 174            | f. 1548           | 19%             | Nöjesparken Hertylandia Kaffe Badorten Huehuete                              |
|  | Juigalpa                    | Chontales     | 727       | 59 545           | 82             | f. 1548           | 26%             | Arkeologiskt museum Zoo Thómas Belt Centralparken                            |
|  | Kukra Hill                  | Caribe Sur    | 1262      | 9 559            | 8              | 1989              | 69%             | Palmolja Vandringsleder Skogsreservatet Greenfields                          |
|  | La Concepción               | Masaya        | 73        | 39 226           | 537            | 1889              | 34%             | Tope de los Santos Botanisk trädgård fruktodlingar                           |
|  | La Concordia                | Jinotega      | 122       | 7 200            | 59             | 1851              | 38%             | Grottan Las Ventanas Cacabelfallet Musikfestival                             |
|  | La Conquista                | Carazo        | 91        | 4 008            | 44             | 1899              | 33%             | Poza de San Pablo Huella de Gigante Pilgrimsort                              |
|  | La Cruz de Río Grande       | Caribe Sur    | 3360      | 31 889           | 9              | c. 1892           | 84%             | Kakao Río Grande de Matagalpa Llanos de Makantaka                            |
|  | La Libertad                 | Chontales     | 775       | 13 569           | 18             | 1855              | 50%             | Boskapsskötsel Gruvor Arkeologiska fynd                                      |
|  | La Paz Centro               | León          | 606       | 31 623           | 52             | 1653              | 38%             | Vulkanen Momotombo Ruinerna av León Viejo Kakel och taktegel                 |
|  | La Paz de Carazo            | Carazo        | 16        | 5 355            | 345            | c. 1850           | 30%             | Traditionella danser Masa de Cazuela Chicha de maiz                          |
|  | La Trinidad                 | Estelí        | 261       | 21 957           | 84             | c. 1830           | 32%             | Bagerier Musikgruppen Los Mokuanes Mariachiband                              |
|  | Laguna de Perlas            | Caribe Sur    | 3876      | 14 503           | 4              | 1989              | 62%             | Pärllagunen Cayos Perlas Reserva de Wawashang                                |
|  | Larreynaga                  | León          | 882       | 32 111           | 36             | 1944              | 32%             | Vulkanen Cerro Negro Naturen i Las Pilas - El Hoyo Guldgruvor                |
|  | Las Sabanas                 | Madriz        | 69        | 4 896            | 71             | 1942              | 39%             | Tepesomoto-La Pataste Ekologiska odlingar Jordgubbar                         |
|  | León                        | León          | 820       | 201 100          | 245            | 1524              | 20%             | Domkyrkan Universitet Konstmuseet                                            |
|  | Macuelizo                   | Nueva Segovia | 250       | 6 570            | 26             | 1813              | 46%             | Bönor Termalkällor Fossiler                                                  |
|  | Managua                     | Managua       | 289       | 1 028 808        | 3560           | f. 1525           | 16%             | Landets huvudstad Jordbävningen 1972 Fotavtryck från 100 f.Kr.               |
|  | Masatepe                    | Masaya        | 62        | 36 297           | 585            | f. 1548           | 29%             | Möbler Masayalagunen Avocado                                                 |
|  | Masaya                      | Masaya        | 141       | 166 588          | 1181           | f. 1528           | 24%             | Hemslöjd Masayalagunen Monimbó-kvarteren                                     |
|  | Matagalpa                   | Matagalpa     | 619       | 150 643          | 243            | f. 1536           | 37%             | Kaffe Svart keramik Selva Negra                                              |
|  | Mateare                     | Managua       | 297       | 42 073           | 141            | f. 1524           | 32%             | Fisk Naturreservatet Chiltepe Kratersjön Apoyeque                            |
|  | Matiguás                    | Matagalpa     | 1710      | 50 230           | 29             | 1926              | 59%             | Sierra Quiragua Kaffe Boskapsskötsel                                         |
|  | Morrito                     | Río San Juan  | 677       | 7 382            | 11             | c. 1910           | 49%             | Ris Fiske Skogsindustri                                                      |
|  | Moyogalpa                   | Rivas         | 63        | 10 284           | 163            | 1853              | 28%             | Museo El Ceibo Punta Jesús María Kokbananer                                  |
|  | Mozonte                     | Nueva Segovia | 242       | 7 886            | 33             | f. 1603           | 43%             | Keramik Landets högsta berg Loma Santa kapellet                              |
|  | Muelle de los Bueyes        | Caribe Sur    | 1391      | 23 806           | 17             | 1971              | 51%             | Flodtransporter Kräkrot Gummi                                                |
|  | Mulukukú                    | Caribe Norte  | 1905      | 42 032           | 22             | 2005              | 71%             | Floden Río Tuma Mulukukúfallen Kooperativet María Luisa Ortiz                |
|  | Murra                       | Nueva Segovia | 479       | 17 118           | 36             | 1872              | 67%             | Rosariofallen Cerro Chipote Småskalig guldbrytning                           |
|  | Muy Muy                     | Matagalpa     | 375       | 16 366           | 44             | f. 1568           | 48%             | Muralla del Corozo Salto del Carnero Río Olama                               |
|  | Nagarote                    | León          | 598       | 36 803           | 62             | f. 1548           | 24%             | Quesillos Sandstränder Surfing                                               |
|  | Nandaime                    | Granada       | 372       | 39 777           | 107            | f. 1522           | 31%             | Kolonial arkitektur Santa Ana kyrkan Laguna Blanca                           |
|  | Nandasmo                    | Masaya        | 13        | 13 207           | 1016           | f. 1581           | 28%             | Masayalagunen Utsikten Vista Alegre Konsthantverk                            |
|  | Nindirí                     | Masaya        | 143       | 50 138           | 351            | f. 1528           | 19%             | Volcán Masaya Masayalagunen Los Chinegros-dansen                             |
|  | Niquinohomo                 | Masaya        | 32        | 16 218           | 512            | f. 1548           | 38%             | Sandinos födelseplats Sankta Anna kyrkan Konsthantverk                       |
|  | Nueva Guinea                | Caribe Sur    | 2774      | 77 191           | 28             | 1981              | 56%             | Boskapsskötsel Ananas Los Ranchitos museet                                   |
|  | Ocotal                      | Nueva Segovia | 86        | 41 875           | 489            | f. 1778           | 21%             | Centralparken Kulturhuset Flygbombanfall 1927                                |
|  | Paiwas                      | Caribe Sur    | 2375      | 35 423           | 15             | 1974              | 69%             | Río Grande de Matagalpa Boskapsskötsel Nybyggare                             |
|  | Palacagüina                 | Madriz        | 192       | 15 003           | 78             | f. 1552           | 25%             | Del Sapo klippan María Reyna kyrkan Leguaner                                 |
|  | Posoltega                   | Chinandega    | 124       | 18 725           | 151            | f. 1528           | 36%             | Lahar från Volcán Casita Ruinerna i Posolteguilla Jordnötter                 |
|  | Potosí                      | Rivas         | 146       | 12 982           | 89             | c. 1830           | 26%             | Kolonial arkitektur Sockerbruk Papaya                                        |
|  | Prinzapolka                 | Caribe Norte  | 7020      | 32 490           | 5              | 1889              | 79%             | Río Prinzapolka Fisk Suhkru firandet                                         |
|  | Pueblo Nuevo                | Estelí        | 222       | 23 410           | 105            | 1652              | 33%             | Arkeologiska fynd Fossilfynd av mastodonter Fossilfynd av glyptodonter       |
|  | Puerto Cabezas              | Caribe Norte  | 5985      | 101 216          | 17             | 1929              | 64%             | Hamn Miskitoindianer Cayos Miskitos                                          |
|  | Puerto Morazán              | Chinandega    | 517       | 15 490           | 30             | 1946              | 51%             | Estero Real deltat Räkor Fåglar                                              |
|  | Quezalguaque                | León          | 86        | 9 515            | 111            | f. 1528           | 30%             | Altaret i kyrkan Arkeologiska fotavtryck Landets första biskop               |
|  | Quilalí                     | Nueva Segovia | 339       | 30 418           | 90             | 1891              | 52%             | Cerro Chipote Panalídalen Kamp mot Somozadiktaturen                          |
|  | Rancho Grande               | Matagalpa     | 648       | 33 646           | 52             | 1989              | 69%             | Vattenfall Cerro Kuskawas Naturen i Peñas Blancas                            |
|  | Río Blanco                  | Matagalpa     | 700       | 34 422           | 49             | 1974              | 58%             | Cerro Musún Molnskog Boskapsskötsel                                          |
|  | Rivas                       | Rivas         | 281       | 50 684           | 181            | 1736              | 14%             | Hacienda Santa Úrsula Papaya Jordbruksuniversitet                            |
|  | Rosita                      | Caribe Norte  | 4418      | 30 552           | 7              | 1989              | 77%             | Gruvor Laguna de Cobre Kokbanan Wabul                                        |
|  | San Carlos                  | Río San Juan  | 1462      | 50 473           | 35             | c. 1850           | 50%             | Solentiname öarna Naturreservatet Los Guatuzos Floden Río San Juan           |
|  | San Dionisio                | Matagalpa     | 152       | 18 094           | 119            | 1830              | 58%             | Grönsaker Piedra de Wibuse Cerro El Chile                                    |
|  | San Fernando                | Nueva Segovia | 269       | 10 291           | 38             | 1897              | 37%             | Bönor Mogotón, landets högsta berg Naturreservatet Dipilto y Jalapa          |
|  | San Francisco de Cuapa      | Chontales     | 277       | 7 941            | 29             | 1997              | 46%             | Piedra de Cuapa Nuestra Señora de Cuapa Boskapsskötsel                       |
|  | San Francisco del Norte     | Chinandega    | 120       | 7 171            | 60             | 1889              | 49%             | Río Negro Contrasattack 1982 'Don Santiago' Samuelson                        |
|  | San Francisco Libre         | Managua       | 756       | 10 810           | 14             | 1945              | 34%             | Xolotlánsjön Hydroterapi Ved                                                 |
|  | San Isidro                  | Matagalpa     | 283       | 19 185           | 68             | 1862              | 28%             | Ris Historiskt museum Sankta Barbro dammen                                   |
|  | San Jorge                   | Rivas         | 22        | 8 644            | 393            | f. 1522           | 24%             | Hamn San Jorge kyrkan La Merced kyrkan                                       |
|  | San José de Bocay           | Jinotega      | 3990      | 54 664           | 14             | 2002              | 79%             | Naturreservatet Bosawas Nationalparken Cerro Saslaya Tunowalamgrottorna      |
|  | San José de Cusmapa         | Madriz        | 130       | 7 785            | 60             | 1962              | 65%             | Fina vyer Tepesomoto-La Pataste Tallbarrhemslöjd                             |
|  | San José de los Remates     | Boaco         | 280       | 8 271            | 29             | 1848              | 48%             | Cerros Alegre y Cumaica Boskapsskötsel Cruz del Milenio                      |
|  | San Juan de Limay           | Estelí        | 531       | 14 694           | 28             | c. 1830           | 49%             | Stenskulpturer Colocondofallen Kanjon                                        |
|  | San Juan de Oriente         | Masaya        | 14        | 6 131            | 444            | f. 1548           | 31%             | Keramik Kratersjön Laguna de Apoyo Tjurpenisfäktning                         |
|  | San Juan del Norte          | Río San Juan  | 1462      | 1 955            | 1              | c. 1949           | 60%             | Naturreservatet Indio-Maíz Fågelskådning Transitrutten                       |
|  | San Juan de Río Coco        | Madriz        | 182       | 30 080           | 165            | 1964              | 55%             | Floden Río Coco Vattenfallet Chorro de la Virgen Kaffe                       |
|  | San Juan del Sur            | Rivas         | 411       | 15 553           | 38             | 1851              | 21%             | Sandstränder Surfing Turister                                                |
|  | San Lorenzo                 | Boaco         | 560       | 30 054           | 54             | 1858              | 42%             | Monolito de Cuisaltepe Boskapsskötsel Tjurridning                            |
|  | San Lucas                   | Madriz        | 139       | 14 881           | 107            | 1913              | 52%             | Tepesomoto-La Pataste Keramik Hällmålningar i Loma Panda                     |
|  | San Marcos                  | Carazo        | 118       | 31 652           | 268            | 1820              | 28%             | Tope de los Santos Pila de Sapasmata Kaffe                                   |
|  | San Miguelito               | Río San Juan  | 923       | 18 286           | 20             | 1870              | 55%             | Fiske Skogsindustri Humedales San Miguelito                                  |
|  | San Nicolás                 | Estelí        | 163       | 7 411            | 45             | 1890              | 58%             | Vattendelaren Cerro Tisey Naturreservatet Tisey Estanzuela Tjurridning       |
|  | San Pedro de Lóvago         | Chontales     | 467       | 9 071            | 19             | f. 1685           | 30%             | Hällmålningar Vattenfall San Pedro kanjonen                                  |
|  | San Pedro del Norte         | Chinandega    | 72        | 5 060            | 71             | 1889              | 52%             | Vattenfallet Salto del Rey Naturpoolen Las Pilonas Cordillera de La Botija   |
|  | San Rafael del Norte        | Jinotega      | 606       | 20 722           | 34             | c. 1824           | 48%             | Sandinos högkvarter Kyrkan Självständighetsmuseet                            |
|  | San Rafael del Sur          | Managua       | 357       | 50 991           | 143            | 1831              | 38%             | Badorten Montelimar Surfing Sockerbruk                                       |
|  | San Ramón                   | Matagalpa     | 424       | 35 474           | 84             | f. 1750           | 60%             | Kaffe Passionsfrukt Finca Esperanza Verde                                    |
|  | San Sebastián de Yalí       | Jinotega      | 311       | 32 441           | 104            | 1908              | 51%             | Caballofallet Naturreservatet Volcán Yalí Regn                               |
|  | Santa Lucía                 | Boaco         | 121       | 8 871            | 73             | 1904              | 47%             | La Cocinera grottan Salto de las Américas Agavevävnader                      |
|  | Santa María                 | Nueva Segovia | 168       | 4 753            | 28             | 1850              | 44%             | Traditionell arkitektur Cerros Pegado kanjonen La Cueva de Duende            |
|  | Santa María de Pantasma     | Jinotega      | 563       | 50 057           | 89             | 1989              | 65%             | Vattenfall Regn Meteoritnedslag                                              |
|  | Santa Rosa del Peñón        | León          | 228       | 10 674           | 47             | c. 1805           | 54%             | Röda bönor Guldbrytning Teater där Judas bränns                              |
|  | Santa Teresa                | Carazo        | 194       | 17 942           | 92             | c. 1805           | 24%             | Rosquillas (munkar) Naturreservatet Chacocente Sköldpaddor                   |
|  | Santo Domingo               | Chontales     | 682       | 13 984           | 21             | 1913              | 53%             | Boskapsskötsel Gruvor El Clavo forsen                                        |
|  | Santo Tomás                 | Chontales     | 547       | 18 754           | 34             | f. 1685           | 32%             | Boskapsskötsel Ost Quesillos                                                 |
|  | Santo Tomás del Norte       | Chinandega    | 50        | 8 140            | 163            | 1889              | 47%             | Pittoreskt samhälle Gränsfloden Río Guasaule Sesamfrön                       |
|  | Sébaco                      | Matagalpa     | 290       | 35 321           | 122            | f. 1527           | 29%             | Chagüitillo museet Mexikansk chiasalvia Linfrö                               |
|  | Siuna                       | Caribe Norte  | 5040      | 101 770          | 20             | 1969              | 75%             | Gruvor Nationalparken Cerro Saslaya Naturreservatet Bosawas                  |
|  | Somotillo                   | Chinandega    | 1089      | 32 262           | 30             | f. 1548           | 46%             | Sävmattor Kruktillverkning Boskapsskötsel                                    |
|  | Somoto                      | Madriz        | 466       | 37 741           | 81             | 1591              | 30%             | Somotokanjonen Rosquilla kex Åsnor                                           |
|  | Telica                      | León          | 400       | 25 539           | 64             | f. 1528           | 36%             | San Jacintos heta källor Vulkanen Telica Geotermisk energi                   |
|  | Telpaneca                   | Madriz        | 300       | 21 892           | 73             | f. 1528           | 53%             | Santuario de la Virgin Cantagallo ekologiska park Vår Fru av Lourdes grottan |
|  | Terrabona                   | Matagalpa     | 249       | 13 931           | 56             | c. 1830           | 47%             | Monoliten Peña Mordida Cerro Caracol Grönsaker                               |
|  | Teustepe                    | Boaco         | 646       | 30 232           | 47             | f. 1548           | 46%             | Sjön Las Canoas Cusirima grottorna Termales Aguas Claras                     |
|  | Ticuantepe                  | Managua       | 61        | 34 227           | 563            | 1974              | 20%             | Naturreservatet Montibelli Fåglar Djurpark                                   |
|  | Tipitapa                    | Managua       | 975       | 130 627          | 134            | 1755              | 29%             | Slaget vid San Jacinto 1856 Río Tipitapa Varmbadhus                          |
|  | Tisma                       | Masaya        | 108       | 12 043           | 112            | 1885              | 32%             | Gips Sjön Laguna de Tisma Requesón efterrätt                                 |
|  | Tola                        | Rivas         | 474       | 23 140           | 49             | 1898              | 32%             | Surfing Sandstränder Boskapsskötsel                                          |
|  | Totogalpa                   | Madriz        | 137       | 14 157           | 103            | f. 1603           | 54%             | Majskolvhemslöjd Kyrka i kolonialstil Duende grottan                         |
|  | Villa Carlos Fonseca        | Managua       | 562       | 33 773           | 60             | 1906              | 30%             | Badorter Sockerrör Pelibueyfår                                               |
|  | Villa Sandino               | Chontales     | 677       | 14 689           | 22             | 1942              | 47%             | Hällmålningar Pyramider Boskapsskötsel                                       |
|  | Villanueva                  | Chinandega    | 780       | 30 461           | 39             | 1684              | 51%             | Katedralen i Norr Genetikreservatet Apacunca Hästkapplöpning                 |
|  | Waslala                     | Caribe Norte  | 1330      | 63 445           | 48             | 1989              | 72%             | Konstskola Vattenfall Carlos Fonseca stupade här                             |
|  | Waspán                      | Caribe Norte  | 9342      | 57 320           | 6              | 1956              | 67%             | Floden Río Coco Miskitoindianer Cabo Gracias a Dios                          |
|  | Wiwilí de Jinotega          | Jinotega      | 2445      | 71 843           | 29             | 1989              | 74%             | Floden Río Coco Cerro Kilambé Turistcentrum Puerto Lindo                     |
|  | Wiwilí de Nueva Segovia     | Nueva Segovia | 398       | 17 439           | 44             | 1970              | 63%             | Floden Río Coco Boskapsskötsel Ädelträ                                       |
|  | Yalagüina                   | Madriz        | 53        | 11 585           | 219            | f. 1603           | 29%             | Poza de la Muta Duendesgrottan Rosquillas (munkar)                           |

## Före detta kommuner

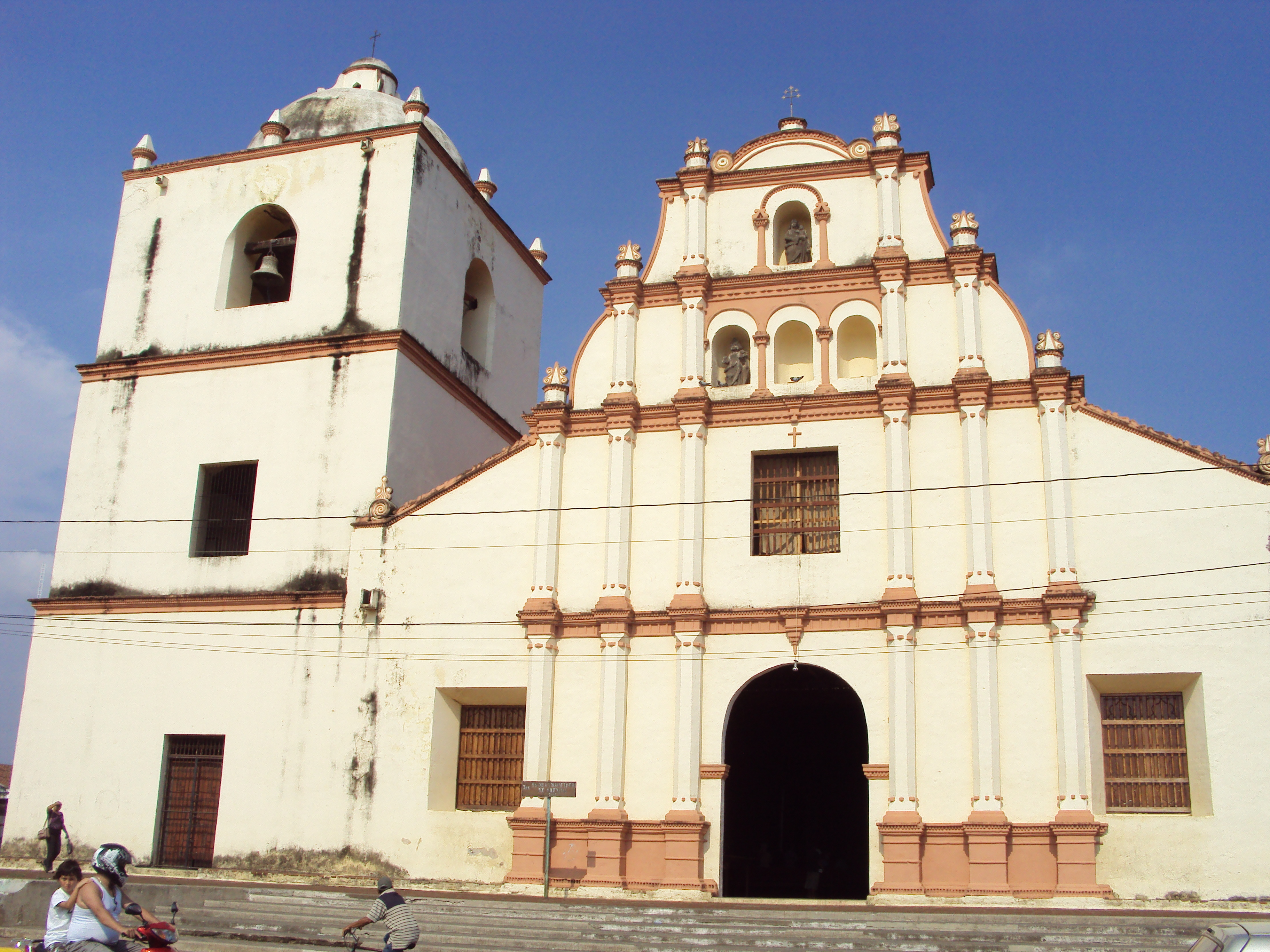
Sankt Johannes kyrkan i Sutiava

Några kommuner har upphört att vara självständiga kommuner och istället inkorporerats i en annan kommun. Här är några exempel:
- Puerto Momotombo var en självständig pueblo under slutet av 1800-talet och början av 1900-talet, men är nu en del av La Paz Centro.
- Sandy Bay var en egen kommun mellan 1922 och 1932, men hör nu till kommunen Puerto Cabezas.[21][22]
- Sutiava är ett gammalt indiansamhälle som redan existerade på 1500-talet. Under kolonialtiden var Sutiava huvudort för Corregimiento de Sutiava, som även inkluderade Chichigalpa, Posoltega, Posolteguilla, Quezalguaque och Telica. Sutiava var självständig fram till 1903 då den inkorporerades med grannkommunen León.[23]
- Zambrano blev 1847 en egen pueblo med namnet San José, men på grund av dålig inflyttning blev den 1851 åter en by i Tipitapa.[24]